# 홍재학
홍재학(洪在鶴, 1848년 ~ 1881년)은 1880년 조선의 개화정책 추진을 위한 조선책략 배포에 맞서 상소를 올린 유생들 가운데 한 명이다. 이는 위정척사(衛正斥邪)를 모토로 정부에 반기를 든 것이다.
이러한 상소에는 고종에 대한 직접 비판이 포함되었고, 이로 인해 고종은 홍재학에게 고문을 가했고 범상부도(犯上不道)로 판단하여 서소문 밖에서 참형되었다.